# Loufton

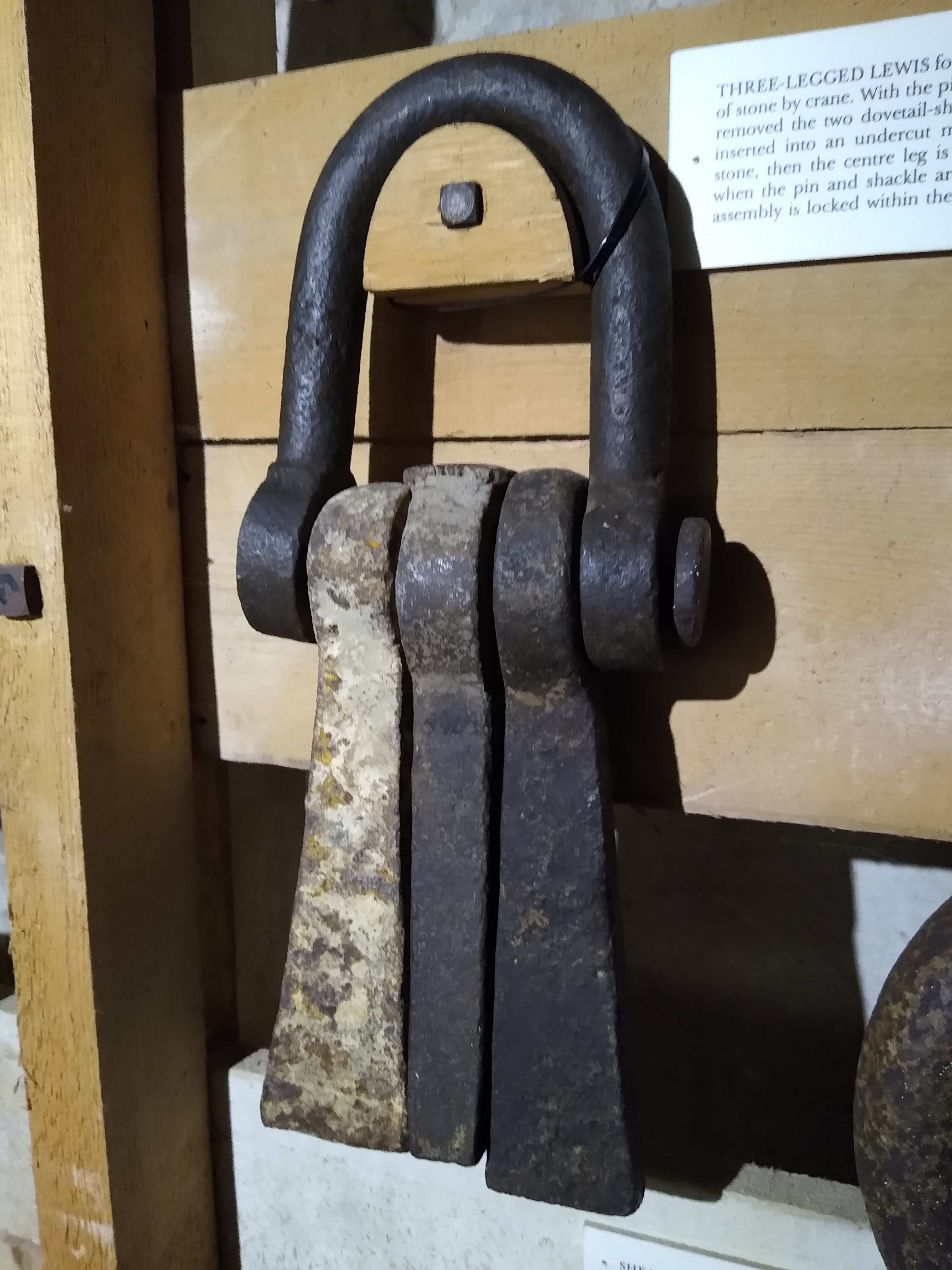
Een lewis (Nederlands: wolf), een hijswerktuig om zware objecten op te tillen

Een loufton betekent in de Nederlandse vrijmetselarij de zoon van een vrijmetselaar. Het woord loufton is daarbij een vervorming van louveteau, een Frans woord met meerdere betekenissen:
- Het jong van un loup en une louve, een wolvejong
- Een padvinder van de jongste categorie, een welp
- De zoon van een vrijmetselaar

De laatste betekenis houdt waarschijnlijk verband met het wolfsmasker, dat werd gedragen door kandidaten welke werden ingewijd in de mysteriecultus van Isis in de Egyptische oudheid.

## Lewis
In de Engelse vrijmetselarij noemt men de zoon van een vrijmetselaar een lewis. Mogelijk heeft dat zijn oorsprong in een vertaalfout, want het Franse louve betekent niet alleen wolvin, maar ook de metalen klamp van een hijswerktuig.  Men maakt een wigvormige opening in het op te tillen object, plaatst hierin de lewis welke uitzet zoals een keilbout, en hieraan kan het object dan worden opgetild. In het Nederlands heet een dergelijk hijswerktuig een wolf.
Binnen de Engelse vrijmetselarij speelt de lewis als symbool ook een belangrijke rol. De maçonnieke stichting Ritus en Tempelbouw heeft de lewis of wolf tot haar symbool gemaakt.

## Doopritueel
In vroeger tijden – zelfs tot halverwege de twintigste eeuw – kon in Nederland een loufton worden geadopteerd door de loge van zijn vader met een formele plechtigheid, enigszins vergelijkbaar met een doopritueel. De leden van de loge namen daarbij ook de verplichting op zich om indien nodig bij te dragen aan de opvoeding van het kind. Vanaf de leeftijd van achttien jaar kon de loufton worden aanvaard als volwaardig lid van de loge, zonder verder voorbehoud; dit in tegenstelling tot andere kandidaten die pas vanaf de leeftijd van eenentwintig jaar konden toetreden na een aanmeldingsprocedure. Vandaag de dag - anno 2025 - is deze traditie echter volledig in onbruik geraakt.

## Appendix
Vrijmetselarij · Beginselen · Geschiedenis · Symbolen · Vrijmetselaarsloge · Ordegrondwet · Obediëntie · Regulariteit en irregulariteit · Ritus · Graden · Grootmeester · Gemengde vrijmetselarij · Para-vrijmetselarij · Antivrijmetselarij · Vrijmetselarij in Nederland · Vrijmetselarij in België
>>> Meer info op Portaal:Vrijmetselarij <<<